# Ignaz Hub
Ignaz Hub (* 1. Februar 1810 in Würzburg; † 27. März 1880 ebenda; Pseudonym Frank von Steinach) war ein deutscher Dichter, Redakteur und Herausgeber.

## Leben
Hub war der Sohn eines Schneidermeisters und Kleiderhändlers. Er studierte zunächst ab 1829 an der Universität Würzburg, dann ab 1833 an der Universität Heidelberg Philosophie und Literaturgeschichte. In Heidelberg erfolgte seine Promotion zum Dr. phil. Bereits während seines Studiums als Dichter tätig, widmete er sich nach dem Studium der dichterischen und herausgeberischen Tätigkeit intensiver. Er arbeitete unter anderen mit August Schnezler und Ferdinand Freiligrath zusammen.
Von 1834 bis 1839 lebte er am Rhein, reiste dann ein Jahr durch Norddeutschland. Ab 1840 lebte er in Mainz und Frankfurt am Main, bevor er sich 1844 zunächst in Karlsruhe niederließ. Es folgte 1849 eine mehrmonatige Reise durch die Schweiz, bevor er dann von 1849 bis 1853 in München lebte. 1853 kehrte er nach Würzburg zurück und verdiente sich von dort aus seinen Lebensunterhalt, indem er zur Verbreitung seiner eigenen Bücher reiste. In den letzten Lebensjahren war er, mit einer Pension der Deutschen Schillerstiftung unterstützt, vor allem als Redakteur tätig.

## Werke (Auswahl)
- Lyraklänge, 1832.
- Polonia, Mainz 1833.
- Rheinische Harfe, 1835.
- mit Ferdinand Freiligrath und August Schnezler: Rheinisches Odeon, Koblenz und Düsseldorf 1836–1840.
- Deutschlands Balladen- und Romanzendichter von G. A. Bürger bis auf die neueste Zeit, 3 Bände, Karlsruhe 1845 ff.
- Die deutschen Dichter der Neuzeit, 1852.
- Die komische und humoristische Dichtung der deutschen Prosaisten von Geiler von Kaisersberg bis auf die neuere Zeit, 3 Bände, 1856–1866.
- mit Christian Schad: Deutsche Dichter-Gaben, Freiligrath-Album, 1868.